# Rebreuve-Ranchicourt
Rebreuve-Ranchicourt là một xã trong tỉnh Pas-de-Calais, vùng Hauts-de-France, Pháp.

## Địa lý
Rebreuve-Ranchicourt có cự ly khoảng8 dặm (12,9 km) về phía tây nam của Béthune và 36 dặm (57,9 km) về phía tây nam của Lille, tại giao lộ của các tuyến đường D341.

## Dân số
| 1962                                                              | 1968 | 1975 | 1982 | 1990 | 1999 | 2006 |
| ----------------------------------------------------------------- | ---- | ---- | ---- | ---- | ---- | ---- |
| 822                                                               | 933  | 951  | 892  | 1024 | 1061 | 1120 |
| Số liệu điều tra dân số tính từ năm 1962, dân số chỉ tính một lần |      |      |      |      |      |      |

## Địa điểm nổi bật
- Nhà thờ Notre-Dame, thế kỷ 19.
- Nhà thờ St.Pierre, thế kỷ 15.